# 兴安医学院
兴安医学院是满洲国时期位于乌兰浩特的一所医学院校。

## 历史沿革
该校设立于1943年，由蒙民厚生会设立，行政上直属于伪满民生部。
校址位于辽北省科尔沁右翼旗王爷庙（滿洲國行政区划中是“兴安总省”的省会，今为乌兰浩特）。首任院长为石渡忠太郎。1945年日本投降后，国民政府将其改组为国立兴安医学院，遣散日籍学生，专门招收蒙籍学生。

## 轶事
1945年8月苏军进攻中国东北，日军在败退时将保存在兴安医学院内的鼠疫病菌泼洒到日常生活用品中。日军撤离后，当地居民感染上了鼠疫。在之后的两年里，王爷庙一带鼠疫大流行，到1947年11月鼠疫方才得到控制。